# Леонард Гобхаус
Леонард Трелоні Гобхаус FBA (англ. Leonard Trelawny Hobhouse; 8 вересня 1864 — 21 червня 1929) — англійський ліберальний політичний теоретик і соціолог, який вважається одним із провідних та перших прихильників соціального лібералізму.    Його роботи, кульмінацією яких стала його знаменита книга «Лібералізм» (1911), займають ключову позицію в каноні Нового лібералізму.  
Він працював і як науковець, і як журналіст, і відіграв ключову роль у становленні соціології як академічної дисципліни; у 1907 році він разом з Едвардом Вестермарком став першим професором соціології, призначеним у Сполученому Королівстві. Це відбулося в Лондонському університеті. Він також був засновником і першим редактором The Sociological Review. Його сестрою була Емілі Гобхаус, британська активістка соціального захисту.

## Життя
Гобхауз народився в Сент-Айві, поблизу Ліскарда в Корнуоллі , в сім'ї Реджинальда Гобхауса, англіканського священика, та Керолайн Трелоні. Він навчався в коледжі Мальборо, який закінчив із високими оцінками у 1887 році.  Після закінчення навчання Гобхаус залишився в Оксфорді як стипендіат Мертон-коледжу, перш ніж стати повноправним стипендіатом Корпус-Крісті.  З 1897 по 1907 роки, відпочиваючи від наукової діяльності, Гобхауз працював журналістом і секретарем профспілки.  У 1907 році Гобхауз повернувся до академії, прийнявши нещодавно створену кафедру соціології в Лондонському університеті на посаду «Професор соціології Мартіна Уайта», де він залишався аж до своєї смерті в 1929 році. 
Гобхаус також був атеїстом з раннього віку, незважаючи на те, що його батько був архідияконом.  Він вважав, що раціональні підходи можуть бути застосовані до цінностей і що вони можуть бути самоузгодженими та об'єктивними. 
Гобхаус ніколи не був релігійним. У 1883 році він писав, що був «у політиці... твердим радикалом. У релігії... (якщо можливо, ще твердішим) агностиком ».  Зважаючи на свої політичні та філософські погляди Гобхауз був гладстоніанцем; відданим послідовником філософа Джона Стюарта Мілля ; і шанувальником Джона Морлі, Бредло ; та сер Чарльз Ділк . Вплив цих особистостей привели його до різних феміністичних, демократичних і світських політичних позицій. Під час навчання в школі він часто пропонував республіканські та демократичні ініціативи в дискусійних товариствах. 

## Економічна політика
Гобхаус відіграв важливу роль у підтримці «нового ліберального» руху Ліберальної партії на рубежі століть під керівництвом таких лідерів, як Х. Х. Асквіт і Девід Ллойд Джордж. Він розрізняв майно, що утримується «для користування», і майно, яке утримується «для влади». Таким чином, урядове співробітництво з профспілками могло бути виправдано як допомога у боротьбі зі структурними недоліками працівників з точки зору повноважень. Він також висунув теорію про те, що власність була придбана не лише індивідуальними зусиллями, але на основі організації суспільства. По суті, багатство мало соціальний вимір і було колективним продуктом. Це означає, що ті, хто мав власність, були певною мірою зобов’язані своїм успіхом суспільству і, отже, мали певні зобов’язання перед іншими. Він вважав, що для теоретичного обґрунтування рівня перерозподілу передбачені нові державні пенсії.
Гобхауз не любив марксистський соціалізм і описав свою позицію як ліберальний соціалізм, а пізніше як соціальний лібералізм . Таким чином, Гобхаус посів особливе місце в інтелектуальній історії ліберальних демократів .

## Громадянська свобода
Його робота також представляє позитивне бачення лібералізму, в якому мета свободи полягає в тому, щоб дати можливість індивідам розвиватися, а не тільки в тому, що свобода є добром сама по собі. Гобхаус доводив, що примусу слід уникати не через брак уваги до благополуччя інших людей, а тому, що примус неефективний для покращення їхньої долі.
Відкидаючи практичні доктрини класичного лібералізму, як-от laissez-faire, Гобхауз високо оцінював роботу попередніх класичних лібералів, таких як Річард Кобден, у демонтажі архаїчного порядку суспільства та старих форм примусу. Гобхауз вважав, що однією з визначальних характеристик лібералізму є його емансипаційний характер. Проте він наголошував на різноманітних формах примусу, які вже існують у суспільстві окремо від уряду. Тому він запропонував, що для сприяння свободі держава повинна послабити інші форми соціального примусу.
Гобхауз висловлював надію, що ліберали які тстали  називатисясоціал-демократичною тенденцією в Лейбористській партії, яка зароджувалася, зможуть сформувати велику прогресивну коаліцію.

## Зовнішня політика
Гобхауз часто розчаровувався тим, що колеги-колективісти в Британії того часу також були схильні до імперіалістичних ідей. Гобхаус виступав проти англо-бурської війни, а його сестра, Емілі Гобхауз, багато зробила, щоб привернути увагу до жахливих умов у концентраційних таборах, створених британською армією в Південній Африці. Спочатку він виступав проти Першої світової війни, але пізніше підтримав її.  Він був інтернаціоналістом і не любив переслідування британських національних інтересів, як це практикували уряди того часу. Під час війни Гобхауз критикував британських ідеалістів, таких як Бернард Бозанке у своїй книзі «Метафізична теорія держави» (1918) за те, що вони були гегельянцями і, отже, германізаторами.

## Праці
- Робітничий рух (1893) перевидано 1912
- Теорія пізнання: внесок у деякі проблеми логіки та метафізики (1896)
- Розум в еволюції (1901)
- Демократія і реакція (1905)
- Morals in Evolution: a Study in Comparative Ethics у двох томах (1906)

- Лібералізм (1911)
- Соціальна еволюція та політична теорія (1911)
- Розвиток і мета (1913)
- Матеріальна культура і соціальні інститути простих народів : An Essay in Correlation (London: Chapman and Hall, 1915, перевидано 1930).
- Питання війни і миру (1916)
- Метафізична теорія держави: критика (1918)
- Раціональне благо: дослідження логіки практики (1921)
- Елементи соціальної справедливості (1922)
- Соціальний розвиток: його природа та умови (1924)
- Соціологія та філософія: Сторічна колекція есе та статей (1966), з передмовою Сіднея Кейна та вступом Морріса Гінзберга